# Ocupação alemã da Noruega

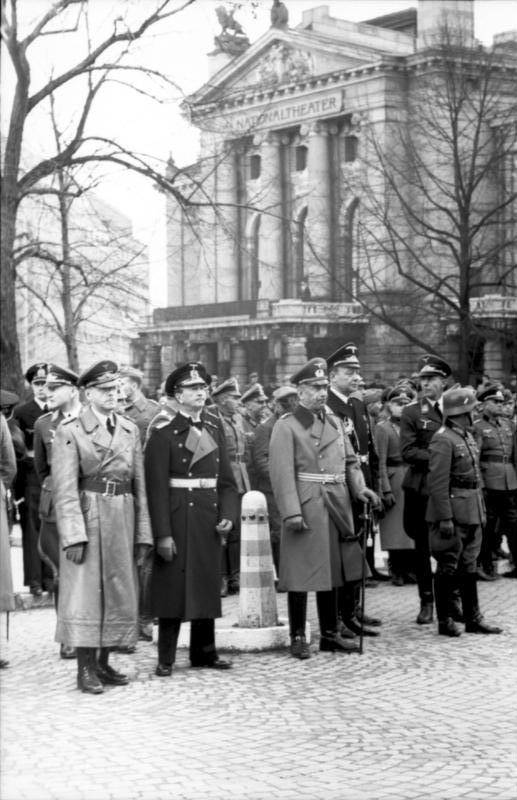
Oficiais alemães em frente do Teatro Nacional de Oslo em 1940

A Alemanha Nazi invadiu a Noruega em abril de 1940, ocupando o país até maio de 1945. Durante o período da ocupação, o controle militar foi exercido pelo Exército Alemão (Wehrmacht), e o controle civil pelo Comissariado da Noruega (Reichskommissariat Norwegen) em colaboração com o Governo Nacional (Nasjonale regjering), uma marionete norueguesa ao serviço dos ocupantes nazis. Ao mesmo tempo, o rei e o governo legítimo da Noruega estavam exilados na Grã-Bretanha.

## 1940-1945: Ocupação Nazista
Os nazistas invadiram a Noruega no dia 9 de abril de 1940, de surpresa, chegando até Narvik. O motivo para a guerra fora a posição estratégica da Noruega, seu vínculo com a Grã Bretanha e a invasão da Finlândia pela URSS no final de 1939. Em poucos meses os alemães dominariam todo o sul do país. No mesmo dia da invasão, o governo alemão propusera um ultimato ao ministro das relações exteriores, Halvdan Koht. O governo norueguês optou pela resistência. No dia seguinte, contudo, Vidkun Quisling, amparado por soldados alemães, deu um golpe e exigiu a rendição dos noruegueses pela rádio. Nygaardsvold deveria ser substituído por Quisling para que a Noruega garantisse sua soberania nacional, segundo ordens do enviado alemão, Curt Bräuer. O rei, recusando-se a aceitar a ordem alemã, foi obrigado a abdicar. O parlamento cedeu a Quisling.
No entanto, os alemães rejeitaram a proposta de um governo de Quisling neste momento, por acharem que geraria muita resistência. Preferiram nomear um conselho administrativo chefiado pelo ex-ministro da Defesa, Ingolf Christensen, junto do líder regional do Partido Nazista, Joseph Terboven. Esse conselho de transição, contudo, também não durou muito: em setembro de 1940, o governo nazista baniu todos os partidos, exceto a União Nacional (partido de Quisling), depôs o rei e o governo, e suprimiu o conselho de Christensen. Todos os ministros foram tirados das fileiras da União Nacional, e os nazistas declararam que todas as esferas da sociedade deveriam ser controladas pela União Nacional.

### Governo Nazista e União Nacional
A União Nacional, partido de pouca envergadura nos primeiros anos, logo recebeu grande número de adesões, a maioria devido a pressões do momento. A ideologia  ufanista do partido se assemelhava muito àquela do partido nazista: recorria-se à mitologia nórdica como formadora do caráter norueguês, usava-se a cruz solar como símbolo nacional e faziam-se saudações com "heil og sæl" ("salve e passar bem"). Embora a União Nacional fosse apresentada como sujeito da revolução nazista no país, a realidade era outra. Os líderes do partido tinham pouca liberdade de ação, e na verdade eram bastante subordinados às ordens dos alemães, o que tornava seu discurso extremamente frágil.

### Resistência ao Nazismo: Grande Movimento Popular

Símbolo da União Nacional, contendo a cruz solar.

A resistência civil contra o nazismo foi, segundo muitos historiadores, o maior movimento popular já visto no país. A resistência civil aconteceu em vários campos: nas organizações empresariais, entre os trabalhadores, nas escolas, nas universidades e nas igrejas. Uma tentativa nazista de controlar as organizações do regime anterior resultou em desassociações em massa. A Central Sindical organizou greves, como a greve do leite, o que levou seus líderes, Viggo Hansteen e Rolf Wickstrøm a serem sumariamente executados. Ao tentar vincular professores a alunos à juventude nacionalista, a União Nacional enfrentou boicote de professores e protestos de pais. A igreja negou apoio à União Nacional, e muitos sacerdotes renunciaram aos cargos. A imprensa clandestina se multiplicou, tanto pela rádio quanto pelos jornais clandestinos. Na Universidade de Oslo, alunos passaram a usar clipes nas lapelas para demonstrar seu repúdio ao regime nazista, representando união e resistência.

### Resistência Partidária e Militar
O Partido dos Trabalhadores e o Partido Comunista também apresentaram resistência, mantendo entidades clandestinas. Surgiu a Milorg, a guerrilha norueguesa. Do lado de fora, o governo norueguês exilado reunia tropas e insumos para ajudar os aliados no combate aos alemães. Dentro, formou-se um governo clandestino de resistência, "O Círculo", em torno do presidente do Supremo Tribunal, Paal Berg. Os governos se articularam e, unidos à Milorg, prestaram apoio aos aliados nos últimos anos da guerra. Aos alemães parecia bastante irônico que seus "irmãos de raça" tivessem oferecido tamanha resistência à invasão.

## Literatura
- Steinar Brauteset: Gestapo-offiseren Fehmer -  Milorgs farligste fiende (O oficial Fehmer da Gestapo - o inimigo mais perigoso de Milorg). Cappelen, 1986, ISBN 82-02-09261-2
- Tore Pryser: Hitlers hemmelige agenter (Os agentes secretos de Hitler), Universitetsforlaget, 2001, ISBN 82-1500075-4